# サークーサイムー

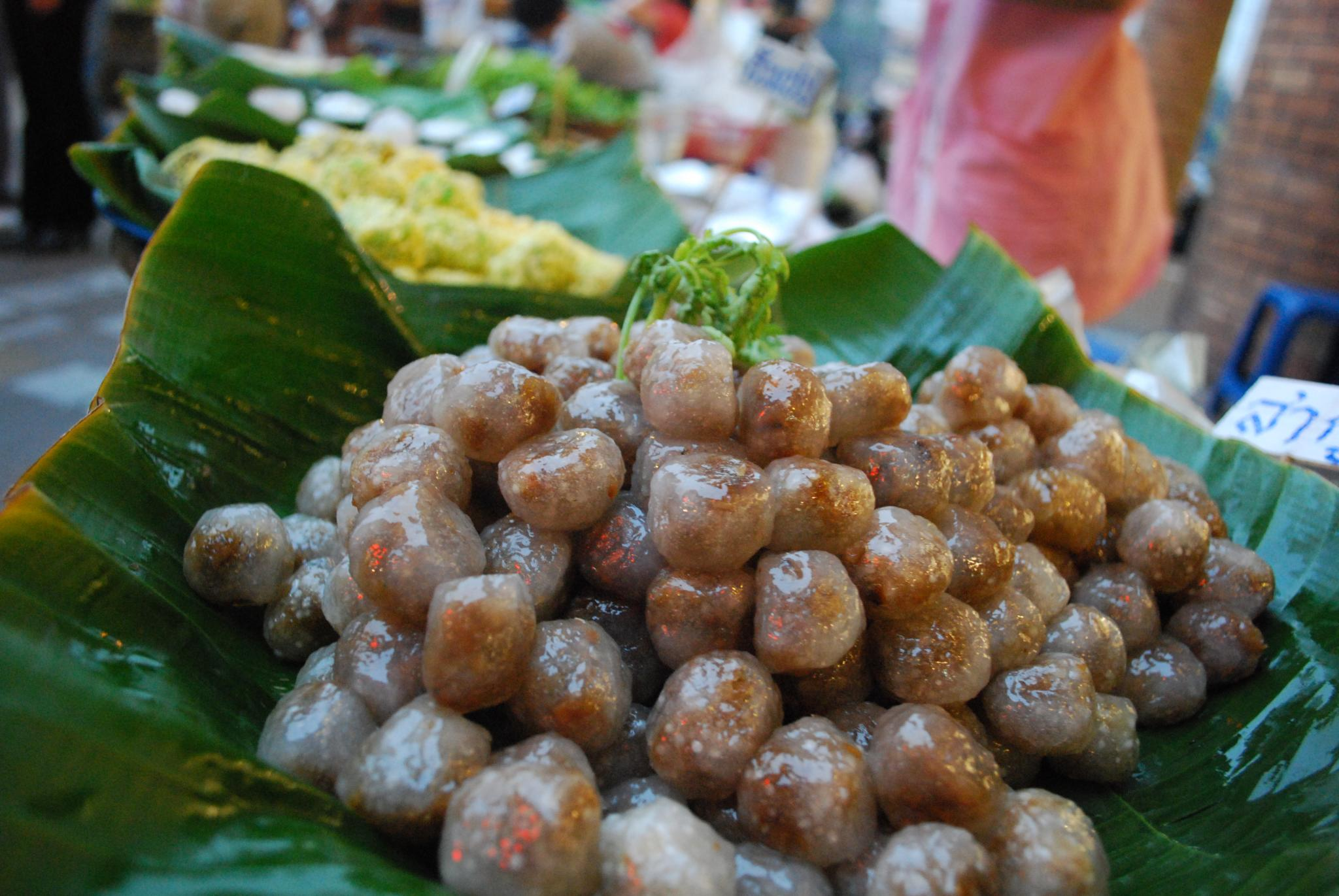
サークーサイムー

サークーサイム― （タイ語: สาคูไส้หมู  、発音 [sǎː.kʰūː sâj mǔː] 、原義は「豚肉を詰めたタピオカボール」）とは、タイの菓子の一種で、小麦粉で作った団子の中に豚肉を詰めたもの。サークーはタイ語でサゴを意味しており、伝統的にはサゴヤシのでんぷんを使うが、現在ではタピオカで代用するのが一般的である。タイでは屋台や市場でもよく見かける一般的な食べ物である。サークーサイムーはカオクリップパクモーと一緒に食べられることが多い。
材料は、タピオカ粉、コリアンダー、細かく刻んだタマネギ、細かく刻んだ赤身の豚肉、黒砂糖、魚醤、細かく刻んだ新鮮な唐辛子、ローストピーナッツである。